# Eben Upton

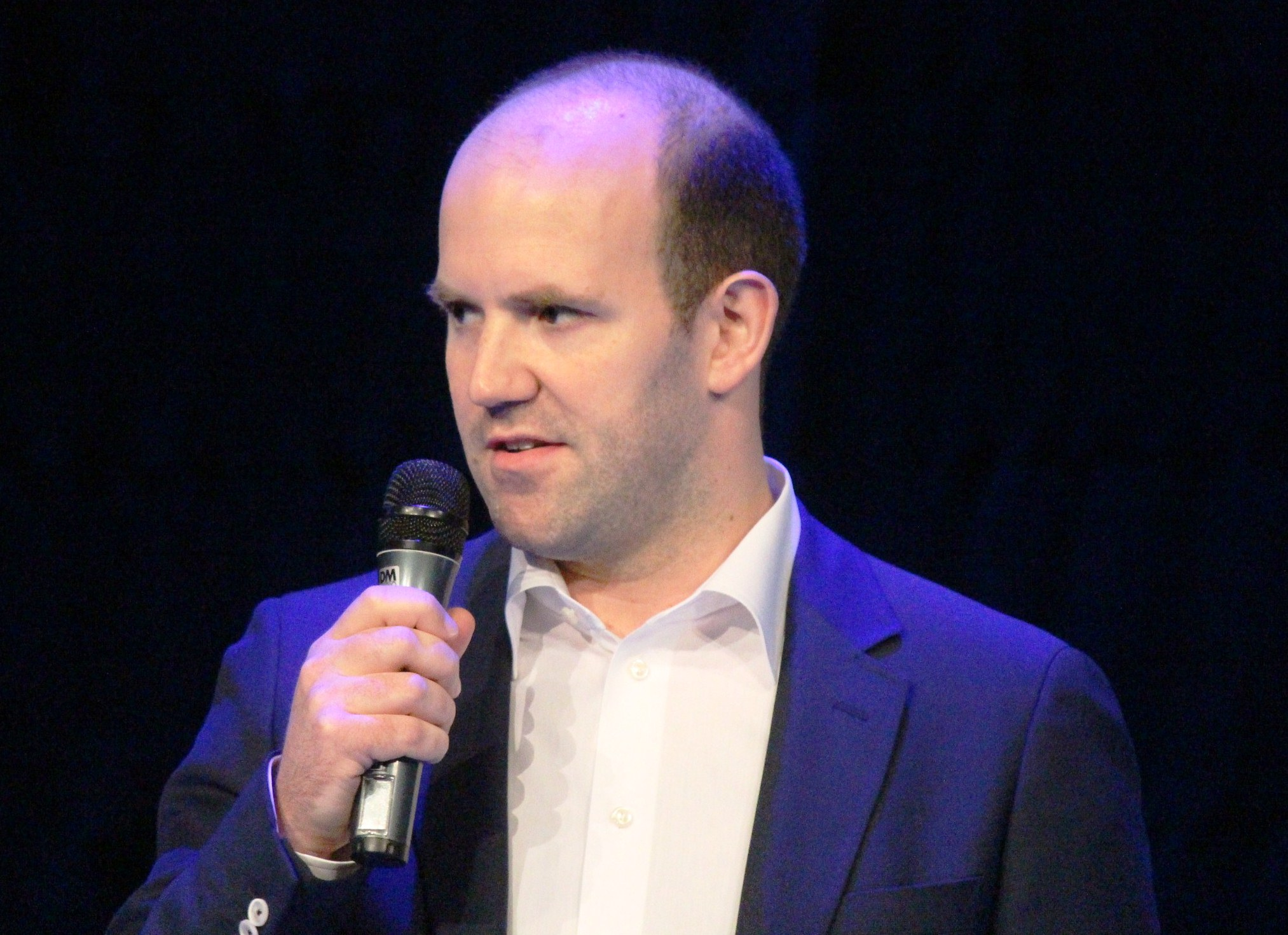
Eben Upton (2014)

Eben Christopher Upton (* 5. April 1978 in Pontypool) ist ein britischer Informatiker.
Nach einem Studium der Informatik an der University of Cambridge mit Promotion arbeitete Upton in der Computerindustrie. Er ist Gründer und kaufmännischer Leiter der Stiftung, die den Einplatinencomputer Raspberry Pi entwickelt hat und vertreibt.
Für seine Verdienste wurde er mit dem Nachwuchspreis TR35 und mit der Silbermedaille der Royal Academy of Engineering ausgezeichnet. Für 2020 wurde Upton der IEEE Masaru Ibuka Consumer Electronics Award zugesprochen.